# 圣沙普特
圣沙普特（法語：Saint-Chaptes，法語發音：[sɛ̃ ʃapt]）是法国加尔省的一个市镇，位于该省中南部，属于尼姆区。

## 地理
圣沙普特（43°58'15"N, 4°16'45"E）面积13.07 平方千米，位于法国奧克西塔尼大區加尔省，该省份为法国南部沿海省份，南端濒地中海，北起顺时针与阿尔代什省、沃克吕兹省、罗讷河口省、埃罗省、阿韦龙省和洛泽尔省接壤。
与圣沙普特接壤的市镇（或旧市镇、城区）包括：拉卡尔梅特、迪永斯、加里格-圣厄拉利、穆萨克、圣阿娜斯塔西、圣代泽里、圣热涅斯-德马尔瓜雷斯、索泽。

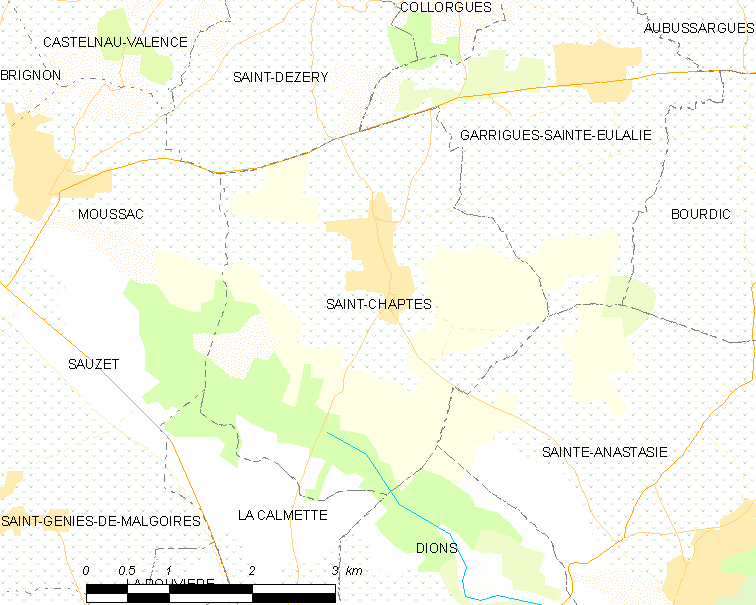
圣沙普特的OSM定位图

圣沙普特的时区为UTC+01:00、UTC+02:00（夏令时）。

## 行政
圣沙普特的邮政编码为30190，INSEE市镇编码为30241。

## 政治
圣沙普特所属的省级选区为于泽斯县。

## 人口

1962-2008年间圣沙普特人口变化图示

圣沙普特于2022年1月1日时的人口数量为2030人。